# 피흘라 비탈라
피흘라 비탈라(핀란드어: Pihla Viitala, 1982년 9월 30일 ~ )는 핀란드의 배우, 분장사, 의상 디자이너이다.

## 출연 작품
- 마리아스 파라다이스 (2019)
- 스튜핏 영 하트 (2018)
- 스타 보이즈 (2017)
- 오프 키 (2016)
- 라틴 러버 (2015)
- 헨젤과 그레텔 : 마녀 사냥꾼 (2013)
- 머스트 헤브 빈 러브 (2012)
- 어거스트 (2011)
- 나쁜 가족 (2010)
- 레이캬비크 와일 와칭 매서커 (2009)
- 헬싱키 (2009)
- 4월의 눈물 (2008)